# Mihailo Vojislavljević

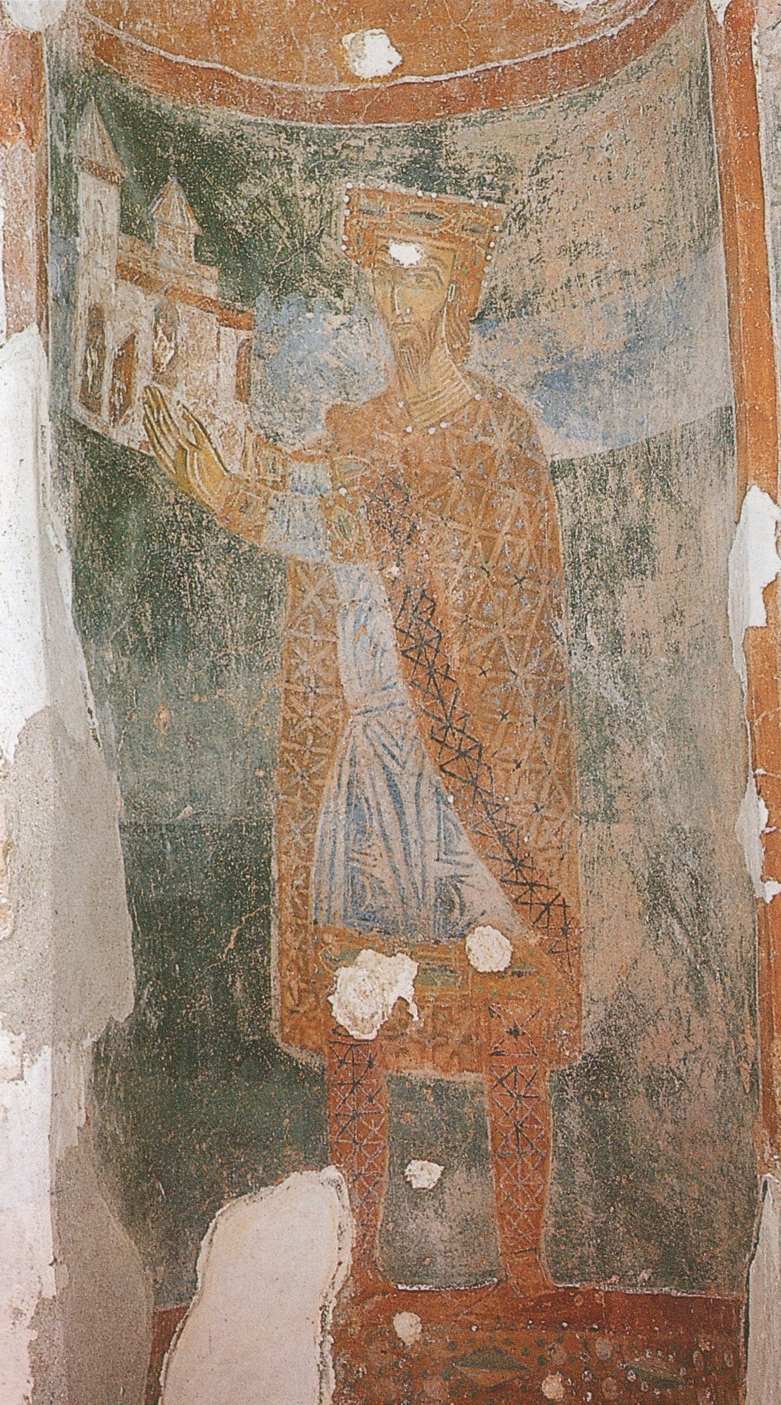
Mihailo Vojislavljević, um 1080 in Ston

Mihailo Vojislavljević (serbisch-kyrillisch Михаило Војислављевић) war der Sohn Stefan Vojislavs und herrschte 1052 bis 1077 als Groß-Župan in Zeta (Duklja) und 1077 bis 1081 als erster König dieses frühen Reiches der Serben.
Mihailo Vojislavljević konnte das Machtgefüge, das ihm sein Vater Stefan Vojislav zurückließ, nicht zusammenhalten, Raszien und Bosnien entsagten der Loyalität. 1072 unterstützte er erfolglos den von Georgi Voitech angeführten Aufstand der Bulgaren gegen Byzanz, wobei Konstantin Bodin zum bulgarischen Zar gekrönt wurde. Trotzdem bekam Mihailo vom Papst Gregor VII. 1077 die Königsinsignien und wurde damit der erste gekrönte König der Serben, auch bekannt als Mihailo von Zeta. Ihm folgte um 1081 sein Sohn Konstantin Bodin.